# Sciolze
Sciolze (piemontesisch Siosse) ist eine Gemeinde in der italienischen Metropolitanstadt Turin (TO), Region Piemont.

## Lage und Einwohner
Sciolze liegt 21 Kilometer östlich von Turin. Das Gemeindegebiet umfasst eine Fläche von 11 km² und hat 1418 Einwohner (Stand 31. Dezember 2023).
Die Nachbargemeinden sind Gassino Torinese, Rivalba, Cinzano, Marentino, Moncucco Torinese und Montaldo Torinese.

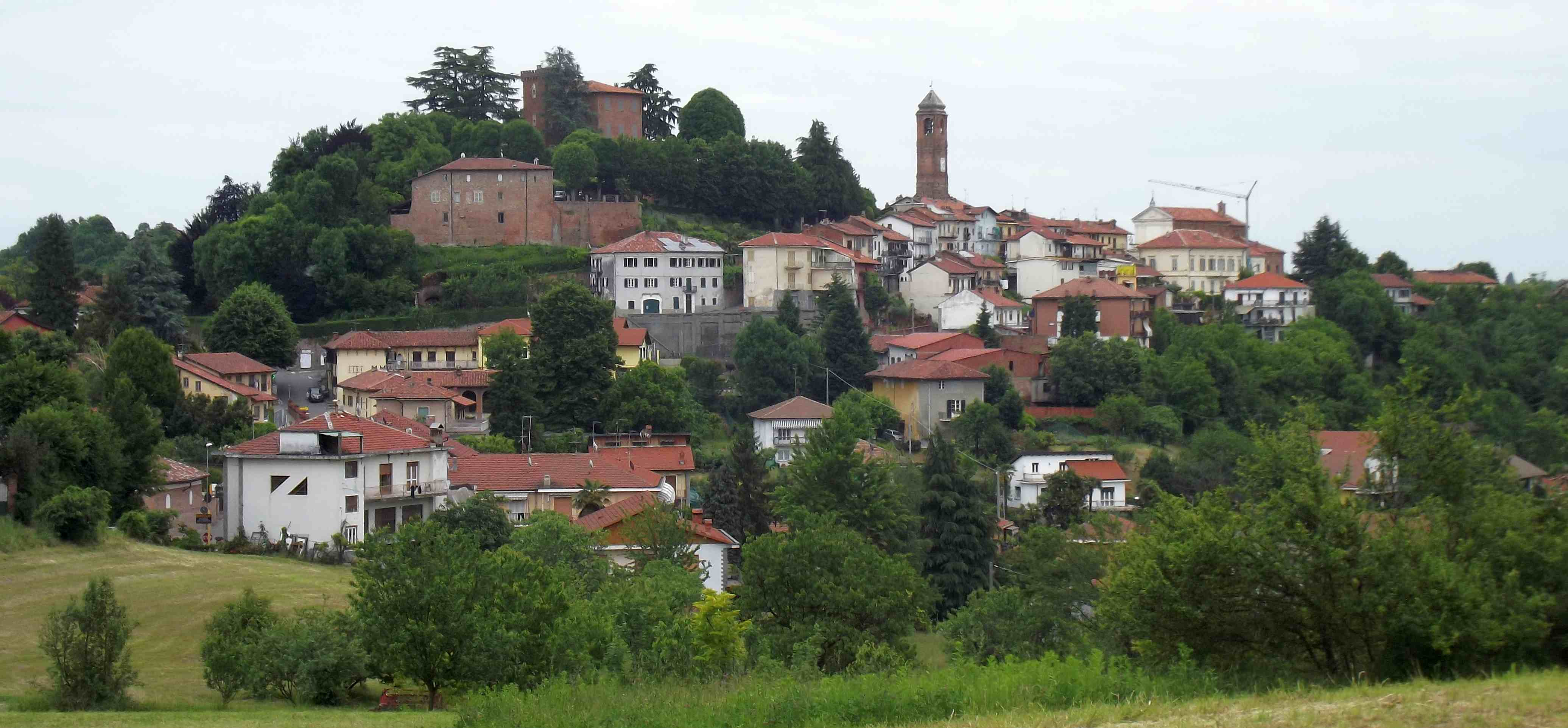
Panorama

## Geschichte

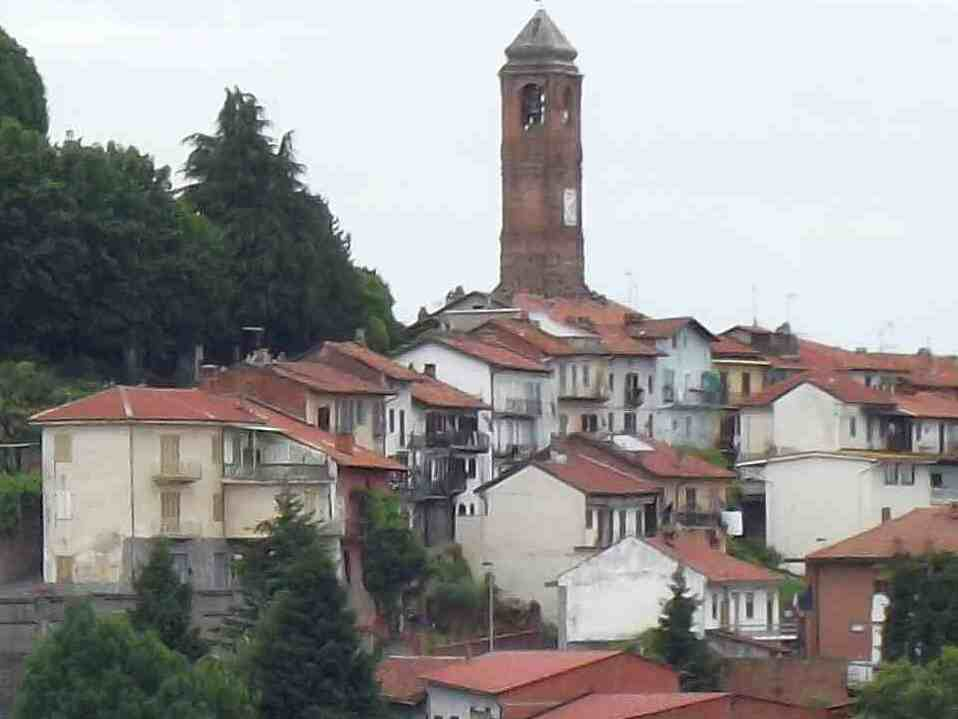
Turm der Kirche Santa Lucia

Die ersten Spuren menschlicher Präsenz auf den Hügeln von Sciolze stammen aus der Zeit vor etwa 3000 Jahren, als sich auf einem der höchsten Hügel des Sciolzese-Territoriums für kurze Zeit eine Bevölkerung niederließ, die sich der Jagd und der Ausbeutung der Einheimischen widmete natürliche Ressourcen, die wahrscheinlich aus dem südlichen Piemont stammen.
In römischer Zeit war das Sciolzese-Gebiet wahrscheinlich bewohnt, wie eine „geglättete Steinaxtklinge aus grünlichem Serpentin“ beweist, die Prof. Federico Sacco in einigen Ruinen im Tal der Region Castellano gefunden hat.
Im Jahr 1034 wurden Sulcia (Sciolze) und Faniolo (Fagnour) zusammen mit vielen anderen Ortschaften in der Gegend von Chierese von der Abtei Nonantola, der sie vor dem Jahr 1000 geschenkt worden waren, an die Grafen von Biandrate abgetreten.
In den folgenden Jahrhunderten begünstigte die hohe Verschuldung der Grafen von Biandrate gegenüber der Gemeinde Chieri die Ausweitung ihrer Herrschaft über die Hügel von Sciolzo.
Ende des 13. Jahrhunderts bestand die Stadt Sciolze aus dem Castrum, der Burg, die wahrscheinlich bereits in der Mitte des 11. Jahrhunderts erbaut wurde, und der Villa, dem von der Gemeinde bewohnten Dorf, das sich an einem anderen Ort, wahrscheinlich in der Nähe, befand die Kirche Santa Maria auf dem Fagnour-Hügel.
Aufgrund seiner besonderen geografischen Lage war Sciolze, die äußerste Spitze des Markgrafentums Monferrato und fast vom Herzogtum Savoyen umgeben, fast nie direkt in die heiklen historischen Ereignisse verwickelt, die das Piemont im 15. und 16. Jahrhundert beunruhigten.
Im Jahr 1631 wurde die Gemeinde Sciolze im Vertrag von Cherasco in die Liste der Orte „diesseits des Po“ aufgenommen, die vom Markgrafenamt Monferrato an das Herzogtum Savoyen abgetreten wurden. Diese Verlegung wurde von der Sciolzese-Bevölkerung als befreiender Akt betrachtet, auch wenn in Wirklichkeit die Einmischung der französischen Regierung im savoyischen Piemont bald zu wirtschaftlichen Schwierigkeiten führte.
Der Krieg, der 1704 zwischen den französischen Truppen und den piemontesischen Truppen begann, erfasste auch die Bevölkerung der Hügeldörfer in der Nähe von Turin. 1706 wurde Sciolze selbst von den französischen Truppen geplündert und verwüstet.
Zu diesem Zeitpunkt wurde der Glockenturm abgerissen, um der Bevölkerung den Klang der Glocken, dem einzigen Kommunikationsmittel in Alarmsituationen, vorzuenthalten.
Der Wiederaufbau des Glockenturms begann im Jahr 1723.
Im November 1737 wurden die Umbauarbeiten an der Pfarrkirche San Giovanni Battista abgeschlossen, die aufgrund der schrecklichen Bedingungen, in denen sich das Gebäude befand, notwendig wurden.
In den folgenden Jahren wurde der Marquis Roero San Severino ermächtigt, die Kirche San Rocco abzureißen, die ihm gehörte, aber von der gesamten Gemeinde genutzt wurde, und sie an einem anderen Ort wieder aufzubauen. Die Einwohner von Tetti Garavaglia bauten die Kirche San Rocco wieder auf und vergrößerten sie Der Beklagte und die Gemeinde restaurierten die Kirche von Fagnour.
Weitere wichtige Eingriffe betrafen den Bau der Sakristei neben der Pfarrkirche und eine neue Reparatur des durch einen starken Sturm beschädigten Glockenturms.
Im Jahr 1814, nach dem Ende der 14-jährigen napoleonischen Herrschaft, wurde der Staat im Piemont von der Savoyer-Monarchie mit der Einführung richterlicher Mandate reformiert.
Die Hauptstadt des Bezirks der Gruppierung der Gemeinden Cinzano, Bardassano, Montaldo, Marentino, Avuglione und Vernone wurde Sciolze genannt.
Um den Handel zu fördern, wurde 1856 am ersten Mittwoch im Juni ein jährlicher Jahrmarkt eingerichtet. Die gleiche Messe von 1864 wurde auf den Tag nach dem Fest von San Rocco, d. h. auf den 17. August, verlegt, ein Datum, das bis heute beibehalten wurde.
Im 19. Jahrhundert wurde Sciolze zum Ferienort für viele wohlhabende Familien, insbesondere aus Turin.